# Župnija Senožeče

Župnija Senožeče je rimskokatoliška teritorialna župnija kraške dekanije škofije Koper.

## Sakralni objekti
- cerkev sv. Jerneja, Senožeče - župnijska cerkev
- cerkev sv. Antona Padovanskega, Gabrče - podružnica
- cerkev sv. Duha, Senadole - podružnica
- cerkev sv. Jurija, Potoče - podružnica
- cerkev sv. Urha, Laže - podružnica
- cerkev Žalostna Mati Božja, Dolenja vas - podružnica

Od 1. januarja 2018  :
- cerkev sv. Jakoba, Štjak - podružnica
- cerkev sv. Katarine, Tabor - podružnica
- cerkev sv. Kancijana in sv. Antona Puščavnika - podružnica
- cerkev Gospodovega darovanja - podružnica
- cerkev sv. Janeza Krstnika, Štorje - podružnica (prej župnija Povir)